# Marcin Mikołajczyk
Marcin Mateusz Mikołajczyk – polski ekonomista i urzędnik państwowy, doktor nauk ekonomicznych, od 2021 zastępca przewodniczącego Komisji Nadzoru Finansowego.

## Życiorys
Ukończył studia na kierunku finanse i bankowość w Szkole Głównej Handlowej. W 2000 został asystentem i następnie adiunktem w Kolegium Zarządzania i Finansów oraz Kolegium Ekonomiczno-Społecznym tej uczelni. W 2004 doktoryzował się na SGH na podstawie napisanej pod kierunkiem Macieja S. Wiatra pracy pt. Systemowe uwarunkowania jakości portfela kredytowego banków komercyjnych w Polsce w latach 1993–2002. Autor publikacji naukowych z zakresu finansów i bankowości.
Przez ponad 20 lat pracował w organach nadzoru finansowo-bankowego, od 2001 do 2008 zatrudniony w Generalnym Inspektoracie Nadzoru Bankowego. Od 2009 zajmował stanowiska kierownicze w Urzędzie Komisji Nadzoru Finansowego, gdzie odpowiadał m.in. za analizę i nadzór nad bankami oraz monitorowaniem norm ostrożnościowych. W 2017 został zastępcą dyrektora Departamentu Bankowości Komercyjnej i Specjalistycznej oraz Instytucji Płatniczych w KNF. Zasiadł także w Radzie Bankowego Funduszu Gwarancyjnego. 28 maja 2021 został powołany przez premiera Mateusza Morawieckiego na stanowisko zastępcy przewodniczącego Komisji Nadzoru Finansowego, odpowiedzialnego za nadzór nad systemem bankowym (w miejsce Dagmary Wieczorek-Bartczak).